# Acetylserotonin O-methyltransferase
N-Acetylserotonin O-methyltransferase, viết tắt: ASMT, là một enzyme xúc tác phản ứng cuối cùng trong sinh tổng hợp melatonin: chuyển normelatonin thành melatonin. Phản ứng này tồn tại trong con đường chuyển hóa tryptophan tổng quát. Ngoài con đường trên, enzyme còn xúc tác cho phản ứng thứ hai trong quá trình chuyển hóa tryptophan: chuyển đổi 5-hydroxy-indoleaxetat thành 5-methoxy-indoleaxetat, cùng với enzyme n-acetylserotonin-O-methyltransferase-like-protein.
Ở người enzyme ASMT được mã hóa bởi các gen ASMT nằm trên vùng giả NST thường (pseudoautosomal region). Một bản sao tồn tại ở gần phần cuối nhánh ngắn của cả nhiễm sắc thể X và nhiễm sắc thể Y.

## Cấu trúc và vị trí gen
N-Acetylserotonin O-methyltransferase là một loại enzyme được mã hóa bởi các gen nằm trên vùng giả NST thường của nhiễm sắc thể X và Y, và tìm thấy nhiều ở tuyến tùng và võng mạc của con người.
Mặc dù cấu trúc chính xác của N-Acetylserotonin O-methyltransferase vẫn chưa được xác định bằng nhiễu xạ X quang, nhưng đã khám phá được cấu trúc tinh thể thuộc miền Maf của '' N-Acetylserotonin O-methyltransferase''-like-protein.

## Lớp enzyme và chức năng
Phân loại N-Acetylserotonin O-methyltransferase theo ba loại nhóm chức enzyme: transferase, chất chuyển nhóm một carbon và methyltransferase.

## Danh pháp đồng nghĩa
Danh pháp đồng nghĩa của N- Acetylserotonin O-methyltransferase là Hydroxyindole O-methyltransferase (HIOMT), Acetylserotonin O-methyltransferase (ASMT), Acetylserotonin N-methyltransferase, Acetylserotonin N-methyltransferase, Acetylserotonin Danh pháp đồng nghĩa được sử dụng phổ biến nhất là Hydroxyindole O-methyltransferase (HIOMT).

## Sinh vật
N- Acetylserotonin O-methyltransferase tìm thấy ở cả sinh vật nhân sơ và sinh vật nhân thực. Enzyme được tìm thấy trong vi khuẩn Rhodopirellula baltica và Chromobacterium violaceum. Enzyme cũng được tìm thấy trong các sinh vật nhân thực sau: Gallus gallus (gà), Bos taurus (bò), Homo sapiens (người), Macaca mulatta (khỉ rhesus) và Rattus norvegicus (chuột).

## Trình tự amino acid
Enzyme trong bò Bos taurus có 350 amino acid  và trình tự amino acid là:
MCSQEGEGYSLLKEYANAFMVSQVLFAACELGVFELLAEALEPLDSAAVSSHLGSSPGD RAATEHLCVPEAAASRREGRKSCVCKHGARQHLPGERQPQVPAGHAAVRGQDRLRLLAP PGEAVREGRNQYLKAFGIPSEELFSAIYRSEDERLQFMQGLQDVWRLEGATVLAAFDLS PFPLICDLGGGSGALAKACVSLYPGCRAIVFDIPGVVQIAKRHFSASEDERISFHEGDF FKDALPEADLYILARVLHDWTDAKCSHLLQRVYRACRTGGGILVIESLLDTDGRGPLTT LLYSLNMLVQTEGRERTPGRSTARSVGPAASETCGDGGRGEPTMLSWPGNQACSV
Đối với Homo sapiens (người), enzyme có 373 amino acid, trình tự là:
MGSSEDQAYRLLNDYANGFMVSQVLFAACELGVFDLLAEAPGPLDVAAVAAGVRASAHG TELLLDICVSLKLLKVETRGGKAFYRNTELSSDYLTTVSPTSQCSMLKYMGRTSYRCWG HLADAVREGRNQYLETFGVPAEELFTAIYRSEGERLQFMQALQEVWSVNGRSVLTAFDL SVFPLMCDLGGTRIKLETIILSKLSQGQKTKHRVFSLIGGAGALAKECMSLYPGCKITV FDIPEVVWTAKQHFSFQEEEQIDFQEGDFFKDPLPEADLYILARVLHDWADGKCSHLLE RIYHTCKPGGGILVIESLLDEDRRGPLLTQLYSLNMLVQTEGQERTPTHYHMLLSSAGF RDFQFKKTGAIYDAILARK

## Ý nghĩa lâm sàng

### U
Có bằng chứng về biểu hiện gen HIOMT cao trong các khối u nhu mô (PPTs). Một cuộc nghiên cứu về sự thay đổi biểu hiện gen như một dấu hiệu chẩn đoán cho các khối u. Nồng độ HIOMT cao bất thường trong các tuyến có thể đóng vai trò là dấu hiệu cho thấy sự tồn tại của các khối u nhu mô trong não.